# Spring of a Twenty Year Old
Spring of a Twenty Year Old é o quinto extended play da cantora sul-coreana IU. Foi lançado em 11 de maio de 2012 pela LOEN Entertainment. O CD, que foi lançado também em download digital, consiste em três faixas, no qual uma foi composta por IU.

## Lista de faixas
| N.º            | Título                                                        | Letras         | Música                    | Duração |  |
| 1.             | "Peach" (복숭아; Boksunga)                                    | IU             | IU                        | 3:13    |  |
| 2.             | "Every End of the Day" (하루 끝; Haru Kkeut)                  | Kim Eana       | Park Geun-tae Kim Do-hoon | 4:04    |  |
| 3.             | "I Really Don't Like Her" (그 애 참 싫다; Geu Ae Cham Shilta) | Kim Eun-soo    | Shim Eun-ji               | 4:17    |  |
| Duração total: | Duração total:                                                | Duração total: | Duração total:            | 11:34   |  |